# Piku
Piku è un film del 2015 diretto da Shoojit Sircar.

## Riconoscimenti
- BIG Star Entertainment Awards 2015:
  - Most Entertaining Drama Film
  - Most Entertaining Actor in a Drama Role – Male a Amitabh Bachchan
  - Most Entertaining Actor in a Drama Role – Female a Deepika Padukone
  - Most Entertaining Actor of the Year – Male a Amitabh Bachchan
  - Most Entertaining Actor of the Year – Female a Deepika Padukone
- Stardust Awards 2015:
  - Actor of the Year – Female a Deepika Padukone
- Times of India Film Awards 2016:
  - Critics Award for Best Actor – Male a Amitabh Bachchan
- Indian Film Festival of Melbourne 2015:
  - Best Film
  - Best Director a Shoojit Sircar
  - Best Actor a Irrfan Khan
- Jagran Film Festival 2015:
  - Best Director a Shoojit Sircar
  - Best Screenplay a Juhi Chaturvedi
- Indian Film Festival of Russia 2015:
  - Best Film
  - Best Director a Shoojit Sircar
- National Film Awards 2016:
  - Miglior attore a Amitabh Bachchan
  - Migliore sceneggiatura a Juhi Chaturvedi
  - Migliori dialoghi a Juhi Chaturvedi
- Filmfare Awards 2016:
  - Miglior attrice a Deepika Padukone
  - Miglior film (Riconoscimento della critica)
  - Miglior attore (Riconoscimento della critica) a Amitabh Bachchan
  - Migliore sceneggiatura a Juhi Chaturvedi
  - Miglior colonna sonora a Anupam Roy
- International Indian Film Academy Awards 2016:
  - Miglior attrice a Deepika Padukone
  - Migliore storia a Juhi Chaturvedi
  - Miglior dialogo a Juhi Chaturvedi
- Producers Guild Film Awards 2016:
  - Best Actress in a Leading Role a Deepika Padukone
- Screen Awards 2016:
  - Best Actor a Amitabh Bachchan
  - Best Actress a Deepika Padukone
  - Best Actress – Popular Choice a Deepika Padukone
  - Best Dialogue a Juhi Chaturvedi
- Zee Cine Awards 2016:
  - Critics Award for Best Actor – Male a Amitabh Bachchan
  - Critics Award for Best Actor – Female a Deepika Padukone
  - Best Story a Juhi Chaturvedi
  - Best Screenplay a Juhi Chaturvedi
  - Best Dialogue a Juhi Chaturvedi